# ジェイク・ケイン
ジェイク・スティーヴン・ケイン（Jake Steven Cain, 2001年9月2日 - ）は、イングランド・グレーター・マンチェスター州ウィガン出身のサッカー選手。EFLリーグ2・スウィンドン・タウンFC所属。ポジションはMF。

## クラブ経歴
9歳の時にリヴァプールFCのユースアカデミーに入所。2017年にU-18ユースチームに昇格。2019年にプロ契約を締結。2019-20シーズンはU-18ユースリーグで10試合6ゴールを決めたところでU-23チームに昇格。2020年2月4日のFAカップのシュールズベリー・タウンFC戦でプロデビュー。7月17日にはリヴァプールと長期契約を締結したことが発表された。2020-21シーズンは、トップチームに負傷者が続出したこともあり、10月22日のUEFAチャンピオンズリーグのアヤックス・アムステルダム戦のメンバーに招集され、以降トップチームのメンバーに定着した。
2021年8月31日、ニューポート・カウンティAFCにレンタル移籍した。
2023年1月16日、スウィンドン・タウンFCに2年半契約で移籍した。